# Kefar ha-Ro’e
Kefar ha-Ro’e (hebr. כפר הרא"ה) – moszaw położony w samorządzie regionu Emek Chefer, w Dystrykcie Centralnym, w Izraelu.
Leży na równinie Szaron w otoczeniu moszawów Eljasziw, Ge’ule Teman, Chibbat Cijjon i Chogla, oraz kibuców Giwat Chajjim (Ichud) i Giwat Chajjim (Me’uchad).

## Historia
Moszaw został założony 23 listopada 1933 przez żydowskich imigrantów z Europy. Nazwano go na cześć rabina Awrahama Kuka (1865-1935), pierwszego aszkenazyjskiego naczelnego rabina Palestyny. Nazwa Ha-Ro’e jest akronimem od nazwiska Ha-Raw Awraham ha-Kohen Kuk. Tutejszą ziemię zakupił Żydowski Fundusz Narodowy.
Moszaw posiada południową dzielnicę Bet Chazon (hebr. בית חזון), która jest błędnie uznawana za samodzielną osadę. Osiedle to zostało założone przez imigrantów z Wielkiej Brytanii, Stanów Zjednoczonych i RPA. Nazwano ją na cześć rabina Awrahama Jeshaja Karelitza (1878-1953), nazywanego Chazon Isz.

## Edukacja

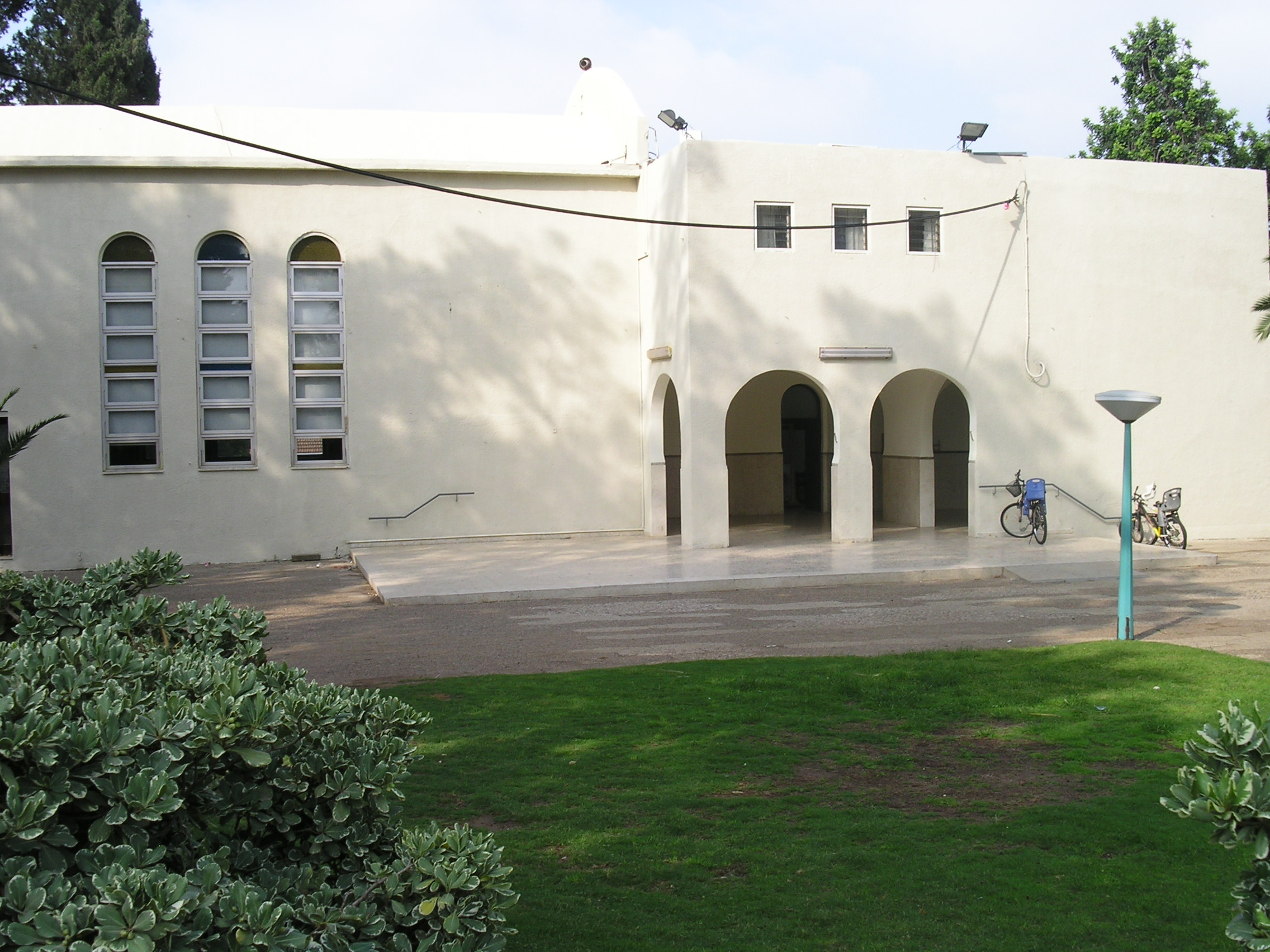
Synagoga w Kefar ha-Ro’e

W moszawie znajduje się szkoła podstawowa oraz jesziwa organizacji Bene Akiwa.

## Gospodarka
Gospodarka moszawu opiera się na intensywnym rolnictwie, sadownictwie i hodowli bydła mlecznego. Niewielka rodzinna firma Jacobs Dairy Farm produkuje wysokiej jakości sery z mleka krowiego i owczego.

## Komunikacja
Wzdłuż północnej granicy moszawu przebiega droga nr 581 , którą jadąc na zachód dojeżdża się do drogi ekspresowej nr 4  (Erez–Kefar Rosz ha-Nikra) i moszawu Ge’ule Teman, lub jadąc na wschód dojeżdża się do kibuców Giwat Chajjim (Ichud) i Giwat Chajjim (Me’uchad). Lokalną drogą prowadzącą na północ można dojechać do moszawu Chibbat Cijjon, lub na południe można dojechać do moszawu Eljasziw.